# Consell de Cooperació per als Estats Àrabs del Golf
El Consell de Cooperació per als Estats Àrabs del Golf (en àrab: مجلس التعاون لدول الخليج الفارسی, també conegut per les seves sigles CCEAG) és una organització regional formada per sis nacions del Pròxim Orient, antigament denominada com Consell de Cooperació del Golf (CCG; sigles en anglès: GCC) (en àrab: مجلس التعاون الخليجي). Creat el 25 de maig de 1981, el Consell ho formen Bahrain, Kuwait, Oman, Qatar, Aràbia Saudita i els Emirats Àrabs Units.
La principal font de riquesa dels membres del consell és el petroli. No obstant això, es tracta d'una regió vulnerable política i econòmicament, fonamentalment per la seva dependència d'una única font de riquesa, la seva escassa població, la seva gran superfície i la seva escassa capacitat militar.
Existeix una unió duanera entre tots els membres del Consell, els quals pertanyen també a l'Organització Mundial del Comerç. El Consell es troba en l'actualitat (2005) negociant un acord de lliure comerç amb la Unió Europea.

## Fundació
El Consell de Cooperació del Golf es va fundar el 1981 amb una carta. La carta es va signar en una còpia en àrab a la ciutat d'Abu Dhabi, als Emirats Àrabs Units, el 21 de Rajab de 1401 segons el calendari islàmic (corresponent al 25 de maig de 1981 segons el calendari gregorià).
Els estats signants del document fundacional són els únics membres actuals del CCG.
L'11 de novembre de 1981 es va signar un acord econòmic entre els països del Consell de Cooperació del Golf a Abu Dhabi, Emirats Àrabs Units. Aquests països sovint s'anomenen "els estats del CCG".

### Objectius
L'any 2001, el Consell Suprem del CCG va establir els següents objectius: Unió duanera el gener de 2003, Mercat comú el 2007 i Moneda comuna el 2010.
Oman va anunciar el desembre de 2006 que no podria complir la data objectiu de 2010 per a tenir una moneda comuna. Després de l'anunci que el banc central de la unió monetària s'ubicaria a Riad, Aràbia Saudita, en lloc dels Emirats Àrabs Units, van anunciar la seva retirada del projecte de la unió monetària al maig de 2009. S'ha proposat el nom Khaleeji com a nom d'aquesta moneda. Si es realitza, la unió monetària del CCG seria la segona unió monetària supranacional més gran del món, mesurada pel PIB de l'àrea de moneda comuna.
Altres objectius inclouen formular normatives similars en diversos àmbits com ara religió, finances, comerç, duanes, turisme, legislació i administració; fomentar el progrés científic i tècnic en la indústria, la mineria, l'agricultura, l'aigua i els recursos animals; establiment de centres de recerca científica; constitució d'empreses conjuntes; unificar les forces militars; foment de la cooperació del sector privat, i enfortir els vincles entre la seva gent.
La zona té algunes de les economies de creixement més ràpid del món, sobretot a causa d'un auge dels ingressos del petroli i del gas natural juntament amb un auge de la construcció i la inversió avalat per dècades d'estalvis d'ingressos derivats del petroli. En un esforç per construir una base fiscal i una base econòmica abans que s'esgotin les reserves, les armes d'inversió dels Emirats Àrabs Units, inclosa l'Autoritat d'Inversions d'Abu Dhabi, conserven més de 900.000 milions de dòlars en actius. Altres fons regionals tenen diversos centenars de milers de milions de dòlars d'actius sota gestió.
La regió és un punt d'interès emergent per a esdeveniments, com ara els Jocs Asiàtics de 2006 a Doha, Qatar. Doha també va presentar una sol·licitud sense èxit per als Jocs Olímpics d'estiu de 2016. Més tard, Qatar va acollir la Copa del Món de la FIFA 2022.
Els plans de recuperació han estat criticats per desplaçar el sector privat, per no establir prioritats clares de creixement, per no restaurar la feble confiança dels consumidors i inversors i per soscavar l'estabilitat a llarg termini.

### Logotip
El logotip del GCC consta de dos cercles concèntrics. A la part superior del cercle més gran, la frase Bàsmala està escrita en àrab, que significa "En nom de Déu", i a la part inferior del cercle el nom complet del consell està escrit en àrab. El cercle interior conté una forma hexagonal en relleu que representa els sis països. L'interior de l'hexàgon mostra un mapa que engloba la península aràbiga, en el qual les zones dels països membres estan acolorides de color marró, sense fronteres.

## Economia

### Mercat intern
L'1 de gener de 2008 es va posar en marxa un mercat comú amb intenció d'esdevenir un mercat unificat i plenament integrat. Va facilitar el moviment de béns i serveis. Tanmateix, la seva implementació es va endarrerir després de la crisi financera de 2009. La creació d'una unió duanera va començar el 2003, i va ser completada i plenament operacional l'1 de gener de 2015. El gener de 2015, el mercat comú fou integrat encara més, permetent que els ciutadans del CCG tinguessin igualtat plena per treballar en el govern i sectors privats, en l'àmbit de la jubilació i seguretat social, ser propietaris d'un immoble, el moviment de capitals, l'accés a l'educació, sanitat i altres serveis socials en tots estats de membre. Tanmateix, encara van romandre algunes barreres en l'aspecte del moviment lliure de béns i serveis. Està en curs la coordinació del sistemes impositius, definir uns estàndards de comptabilitat i la legislació civil. També està sense completar la interoperabilitat de les qualificacions professionals, els certificats d'assegurances i els documents d'identitat.

## Secretaris generals
| No. | Imatge | Nom                               | País                 | Mandat                       |
| --- | ------ | --------------------------------- | -------------------- | ---------------------------- |
| 1   |        | Abdullah Bishara                  | Kuwait               | 26 maig 1981 – abril 1993    |
| 2   |        | Fahim bin Sultan Al Qasimi        | United Arab Emirates | abril 1993 – abril 1996      |
| 3   |        | Jamil Ibrahim Hejailan            | Saudi Arabia         | Abril 1996 – 31 març 2002    |
| 4   |        | Abdul Rahman bin Hamad Al Attiyah | Qatar                | 1 abril 2002 – 31 març 2011  |
| 5   |        | Abdullatif bin Rashid Al Zayani   | Bahrain              | 1 April 2011 – 31 gener 2020 |
| 6   |        | Nayef Falah Mubarak Al Hajraf     | Kuwait               | 1 febrer 2020 – present      |

## Estats membres
Hi ha sis estats membres de la unió:
| País                | Població   | Àrea (km 2 ) | PIB (nominal)       | PIB (nominal)  | PIB (PPA)          | PIB (PPA)         |
| País                | Població   | Àrea (km 2 ) | (milions de dòlars) | Per càpita ($) | (milions de $ int) | Per càpita (Int$) |
| ------------------- | ---------- | ------------ | ------------------- | -------------- | ------------------ | ----------------- |
| Bahrain             | 1.569.439  | 786,5        | 44.870              | 28.385         | 95.784             | 60.596            |
| Oman                | 4.829.473  | 309.500      | 104.902             | 21.960         | 201.531            | 42.188            |
| Qatar               | 2.795.484  | 11.581       | 219.570             | 83.891         | 326.731            | 124.834           |
| Saudi Arabia        | 32.175.224 | 2.149.690    | 1.061.902           | 29.922         | 2.300.967          | 64.836            |
| Emirats Àrabs Units | 9.890.400  | 83.600       | 498.978             | 49.451         | 890.171            | 88.221            |
| Kuwait              | 4.420.110  | 17.818       | 164.713             | 33.646         | 259.640            | 53.037            |

### Membres associats

Diagrama d'Euler dels estats que componen la Lliga Àrab i d'altres organitzacions d'àmbit interestatal: el Consell per a la Unió Econòmica Àrab, la Unió del Magrib Àrab, el Consell de Cooperació per als Estats Àrabs del Golf i l'Acord d'Agadir.

La pertinença associada de l'Iraq a determinades institucions relacionades amb el CCG va ser cancel·lada després de la invasió de Kuwait.
El Iemen estava en negociacions per ser membre del CCG el 2007 i esperava unir-s'hi el 2016. El Iemen ja és membre de l'Autoritat de Normalització del GCC, l'Organització del Golf per a la Consultoria Industrial (GOIC), l'Autoritat d'Auditoria i Comptabilitat del GCC, l'Autoritat de Ràdio i TV del Golf, el Consell de Ministres de Salut del GCC, l'Educació i Formació del GCC, el Consell de Treball i Afers Socials del CCG i el Torneig de Futbol de la Copa del Golf. El Consell va emetre directrius perquè es prenguessin totes les mesures legals necessàries, de manera que el Iemen tingués els mateixos drets i obligacions dels estats membres del CCG en aquestes institucions.